# 1488 Aura
1488 Aura (1938 XE) là một tiểu hành tinh vành đai chính được phát hiện ngày 15 tháng 12 năm 1938 bởi Vaisala, Y. ở Turku.